# Komuna e Orenjës
Komuna e Orenjës är en kommun i Albanien.   Den ligger i prefekturen Qarku i Elbasanit, i den centrala delen av landet, 40 km öster om huvudstaden Tirana.
Trakten runt Komuna e Orenjës består till största delen av jordbruksmark.  Runt Komuna e Orenjës är det ganska tätbefolkat, med 75 invånare per kvadratkilometer.